# 武内成
武内 成（たけのうち おさむ、1945年3月5日 - ）は、日本の経営学者・歴史学者。杏林大学客員教授。

## 経歴・人物
三重県生まれ。1973年慶應義塾大学大学院商学研究科博士課程満期退学、1995年「明治期三井と慶應義塾卒業生 中上川彦次郎と益田孝を中心に」で慶大商学博士。
1973年慶應義塾大学新聞研究所研究員。1974年金沢経済大学（現・金沢星稜大学）専任講師、1977年助教授、1978年関東学園大学助教授、1983年杏林大学助教授、1987年教授、2002年社会科学部・総合政策学部教授、2002年客員教授。

## 著書
- 『明治期三井と慶應義塾卒業生 中上川彦次郎と益田孝を中心に』文真堂 1995
- 『日米企業の業績比較』税務経理協会 2009

### 共著
- 『現代社会学の展開』今野敏彦,小川浩一共著 東海大学出版会 1976
- 『アメリカ経営学史』関口操共著 中央経済社 1993
- 『始動するアジア企業の経営革新』関口操共編著 税務経理協会 1997
- 『CPA2次試験合格対策経営学頻出問題演習』田中信弘共著 中央経済社 1998